# مشط (أداة زراعة)

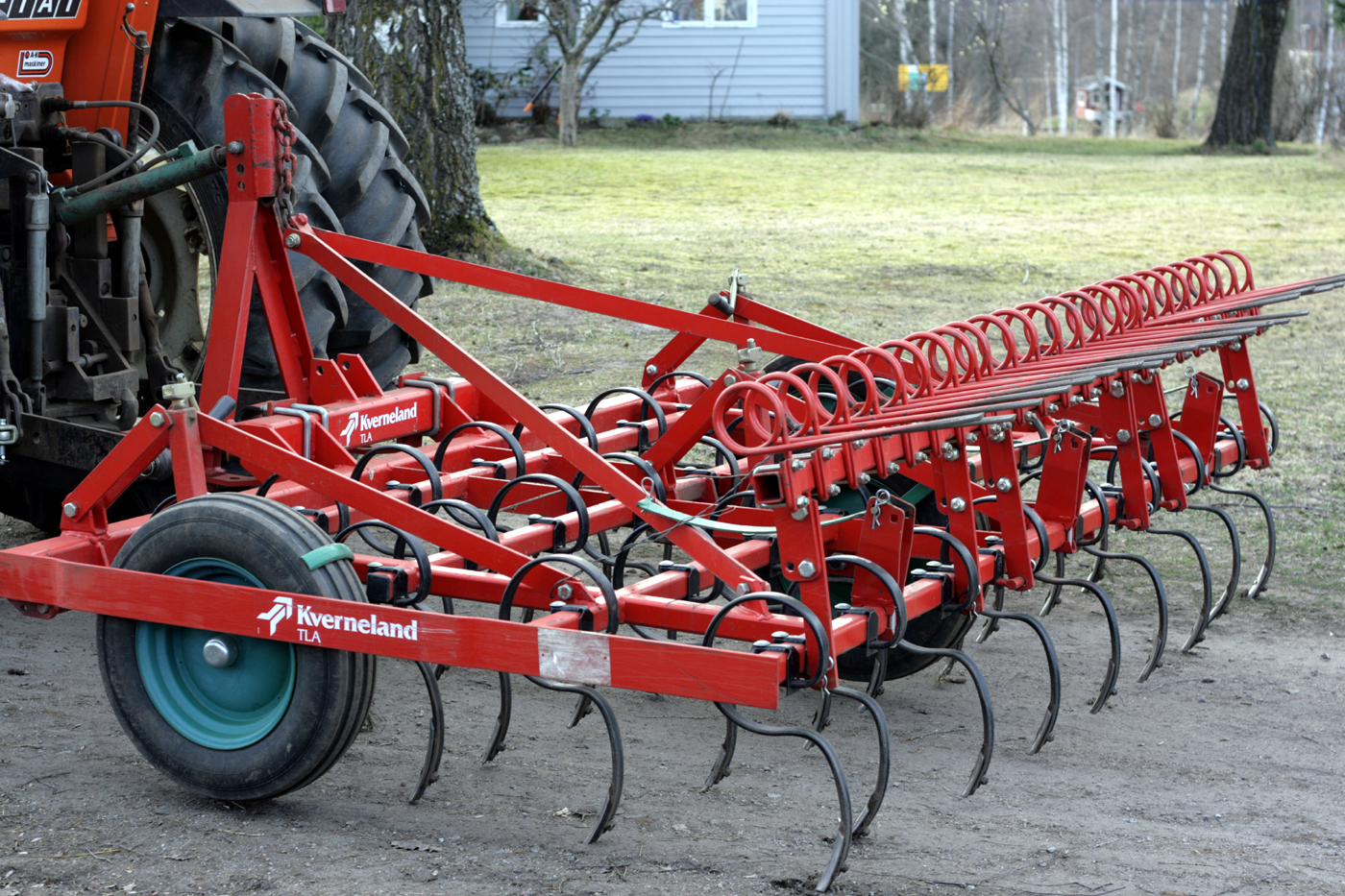
المُشْط

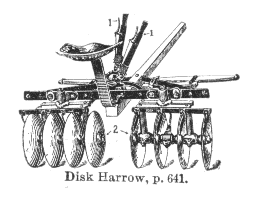
مُشْط قرصي

المُشْط أو المِسْلَفَةُ أو المِسحاة (بالإنجليزية: harrow)‏ هي أداة زراعية تتألف من العديد من المسامير أو الأسنان الشوكية أو الأقراص ويتم سحبها عبر التربة. هناك أربعة أنواع عامة من المسلفات:
- المُشْط القرصي
- المُشْط الشوكي
- المُشْط ذو السلسلة
- المُشْط القرصي ذو السلسلة

وفي الأصل كان المُشْط تستعمل حيوانات الجر مثل الخيول والبغال أو البقر أو في بعض الأحيان والأماكن كنت تجر بواسطة العمال اليدويين. في الممارسة الحديثة يتم تعليق المُشْط بالجرار الزراعي.